# Provinz Yamparáez
Yamparáez ist eine Provinz im nordwestlichen Teil des Departamento Chuquisaca im südamerikanischen Anden-Staat Bolivien.

## Lage
Die Provinz ist eine von zehn Provinzen im Departamento Chuquisaca. Sie grenzt im Westen an die Provinz Oropeza, im Süden an das Departamento Potosí, und im Osten und Norden an die Provinz Jaime Zudáñez.
Die Provinz erstreckt sich etwa zwischen 18° 51' und 19° 23' südlicher Breite und 64° 43' und 65° 12' westlicher Länge, ihre Ausdehnung von Westen nach Osten beträgt 50 Kilometer, von Norden nach Süden 55 Kilometer.

## Bevölkerung
Die Einwohnerzahl der Provinz ist in den vergangenen drei Jahrzehnten um fast ein Drittel zurückgegangen:
| Jahr | Einwohner | Quelle       |
| ---- | --------- | ------------ |
| 1992 | 31 263    | Volkszählung |
| 2001 | 29 567    | Volkszählung |
| 2012 | 26 577    | Volkszählung |
| 2024 | 21 788    | Volkszählung |

45,0 Prozent der Bevölkerung sind jünger als 15 Jahre, der Alphabetisierungsgrad in der Provinz beträgt 46,7 Prozent. (1992)
34,9 Prozent der Bevölkerung sprechen Spanisch, 98,5 Prozent Quechua, und 0,2 Prozent Aymara. (1992)
85,0 Prozent der Bevölkerung haben keinen Zugang zu Elektrizität, 93,8 Prozent leben ohne sanitäre Einrichtung (1992).
94,7 Prozent der Einwohner sind katholisch, 2,7 Prozent sind evangelisch (1992).

## Gliederung
Die Provinz Yamparáez gliedert sich in zwei Verwaltungsbezirke (bolivianisch Municipios):
- Municipio Tarabuco – 13.251 Einwohner (Volkszählung 2024)
- Municipio Yamparáez – 8.537 Einwohner

## Ortschaften in der Provinz Yamparáez
- Municipio Tarabuco
  - Tarabuco 2977 Einw. – Pampa Lupiara 882 Einw. – Cororo 738 Einw. – Lajas Sijlla 625 Einw. – San José de Paredon 620 Einw. – Vila Vila 275 Einw. – Lamboyo 237 Einw. – Cayambuco 150 Einw. – Pajcha 113 Einw.

- Municipio Yamparáez
  - Yamparáez 1124 Einw. – Sotomayor 729 Einw. – Molle Punku de Yamparáez 642 Einw. – Lavadero 205 Einw.